# Stabat mater (албум на Офелияс Дрийм)
Stabat Mater е името на втория албум на германската готик група Ophelia's Dream. Излиза на 13 март 2000 г. Албумът е интерпретация върху композицията по Стабат матер на Джовани Батиста Перголези. Наблегнато е върху най-силните и емоционални моменти от прозиведението. В повечето от частите са включени клавесин и орган, а две са само инструментали.
Вокалите са на Сузане Щиерле (мецо-сопрано), аранжиментът е на Диетмар Грьорих, а текстът е на Якопонус да Тоди.

## Песни
- 1. Stabat Mater Dolorosa
- 2. Cuius Animam Gementem (Interlude)
- 3. O Quam Tristis Et Afflicta
- 4. Quae Moerebat Et Dolebat (Interlude)
- 5. Quis Est Homo, Qui Non Fleret
- 6. Vidit Suum Dulcem Natum
- 7. Fac, Ut Ardeat Cor Meum
- 8. Quando Corpus Morietur
- 9. Fac, Ut Ardeat Cor Meum (версия с пиано)